# Angiolo Silvio Novaro
Angiolo Silvio Novaro (Diano Marina, 12 novembre 1866 – Oneglia, 10 marzo 1938) è stato un poeta, scrittore, traduttore e imprenditore italiano.

## Biografia

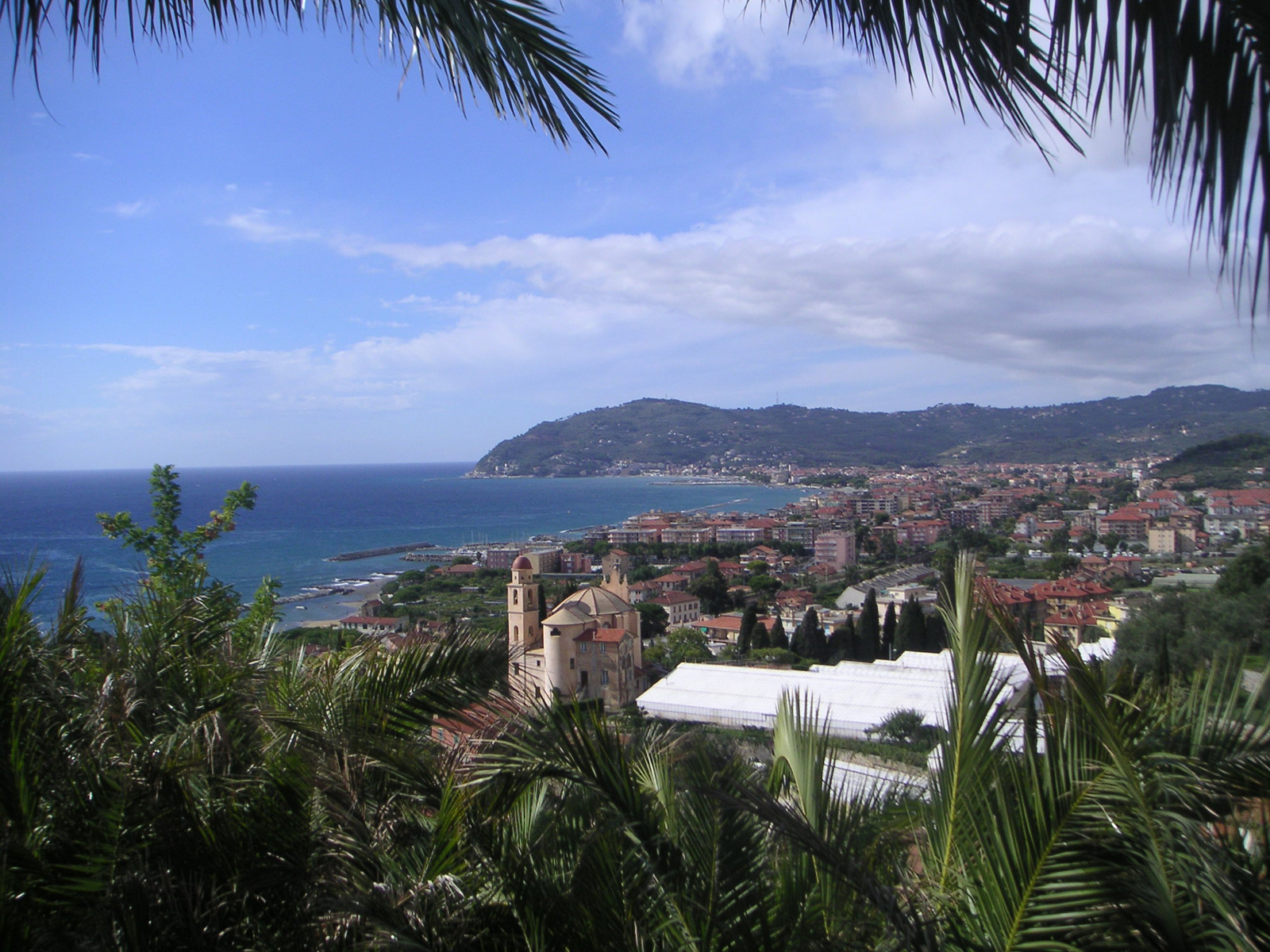
Panorama di Diano Marina

Nacque a Diano Marina, in provincia di Imperia, il 12 novembre del 1866 nella casa di viale Garibaldi 39.

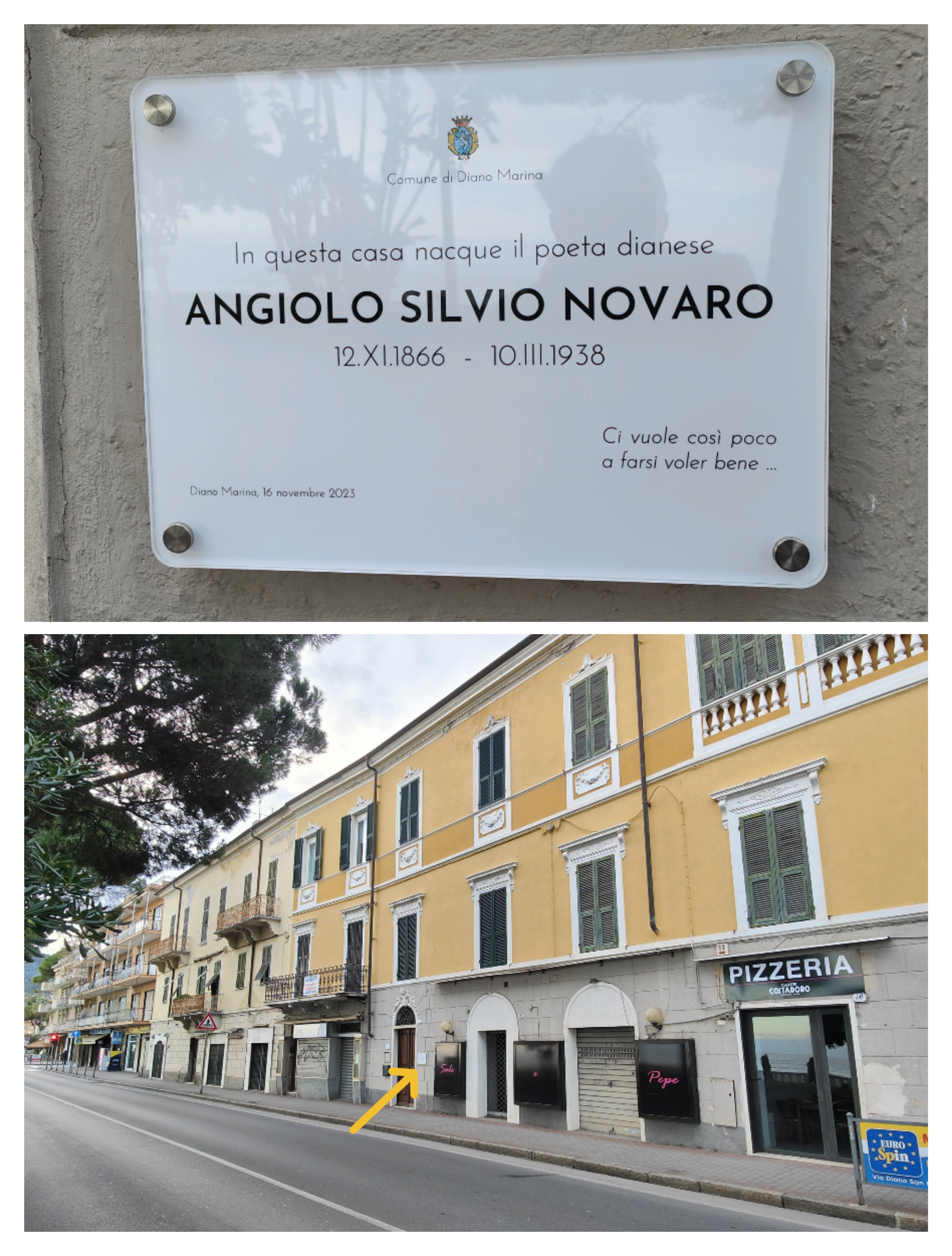
Targa all' ingresso (freccia) della casa natale dianese

Con la famiglia si trasferì presto a Oneglia, nella stessa provincia, per prendere posto nella ditta olearia di famiglia P. Sasso e Figli, di proprietà della madre Paolina Sasso.
Silvio visse appartato e in riserbo nella "Casa Rossa" a Oneglia, dove scrisse le sue opere.
Le sue prime opere sono romanzi e novelle di ispirazione verista, pubblicati su riviste del tempo; si dedicò anche alla pittura, partecipando nel 1884 all'Esposizione generale italiana di Torino. Dopo il matrimonio con Laura Butta nel 1894 e la nascita del figlio Jacopo, la sua produzione si arricchì di liriche, raccolte nel suo libro più famoso Il cestello, dove si trova anche una poesia dedicata alla sua bella terra Diano Marina. Nel 1894 inoltre si iscrisse alla sezione di  Oneglia del Partito Socialista Italiano, in cui fu molto attivo; fu anche condannato al domicilio coatto, per pochi giorni, per un suo discorso.
Nella sua vita Angiolo ebbe amicizie molto importanti con scrittori e poeti quali Giovanni Verga, Gabriele D'Annunzio, al quale si avvicinava anche nell'aspetto, e Marino Moretti.
Diverse sue poesie sono state musicate da compositori come Enrico Contessa, Riccardo Zandonai, Ciro Bianchi, Ernesto Berio, Franco Vittadini o Carlo Ravasenga.
Della sua opera poetica è stata particolarmente nota per tutto il corso del '900 la poesia Che dice la pioggerellina di marzo?, presente sui sussidiari, che veniva mandata obbligatoriamente a memoria da generazioni di studenti elementari, in ossequio alle pratiche didattiche allora prevalenti in Italia. La poesia è stata anche musicata da Ernesto Berio.
Anche suo fratello Mario fu poeta e insieme parteciparono alla rivista La Riviera Ligure, diretta da Angiolo dal 1895 e successivamente dal fratello dal 1899 al 1919.
Il 3 giugno 1916, durante la prima guerra mondiale, il figlio Jacopo morì nella Conca di Marcésina, in un'azione di guerra per la quale fu insignito della medaglia d'argento. Il dolore per la morte del figlio determinò un'opera di intensa commozione: Il fabbro armonioso, il suo libro più noto, che fu tradotto anche in francese (L'harmonieux forgeron).
È stato traduttore di due fortunati libri, L'isola del tesoro di Robert Louis Stevenson e La vita di Gesù di François Mauriac, e autore di libri di lettura per le scuole elementari.
Il suo carteggio con Salvatore Quasimodo è stato pubblicato dall'editore Archinto nel 1999.
Nominato Accademico d'Italia nel 1929, rimase fortemente deluso dal fascismo.
È intitolata a lui la scuola elementare in piazza Sicilia 2 a Milano.
Morì ad Oneglia il 10 marzo 1938.

## Opere

### Poesia
- Sul mare, Milano, Casa editrice della Cronaca Rossa, 1889.
- La notte del pescatore, dell'amante e del poeta, in "Nuova Antologia", Serie 4, v. 100, 1902, p. 633-636.
- Castel del Monte, in "Nuova Antologia", Serie 4, v. 105, 1903, p. 286-290.
- La casa del signore, Torino-Genova, Streglio, 1905.
- Il cestello. Poesie per i piccoli, Milano, Fratelli Treves, 1910; Milano, A. Mondadori, 1928.
- Il cuore nascosto, Milano, Fratelli Treves, 1920.
- Il piccolo Orfeo, Milano, Treves, 1929.
- Che dice la pioggerellina di marzo, Padova, Zanibon, 1930.
- Il Natale di Gesù, Bergamo, V. Carrara, 1931.
- La Madre di Gesù, Milano, A. Mondadori, 1936.
- Tempietto, Milano, A. Mondadori, 1939.

### Prosa
- Giovanna Ruta, Torino, Roux e C., 1891.
- Il libro della pietà, Milano, Galli, 1894.
- La rovina, Milano, Galli, 1897; Milano, Fratelli Treves, 1922.
- L'angelo risvegliato, Milano, Fratelli Treves, 1901.
- La bottega dello stregone, Milano, Fratelli Treves, 1911.
- La festa degli alberi spiegata ai ragazzi, Milano-Firenze, Bemporad, 1912.
- Suzette, Milano, La lettura, 1914.
- Il fabbro armonioso, Milano, Fratelli Treves, 1919; Milano, A. Mondadori, 1937.
- La fisarmonica, Milano, Fratelli Treves, 1924.
- Dio è qui, Milano, A. Mondadori, 1927.
- Garibaldi ricordato ai ragazzi, Firenze, Bemporad, 1932.

### Traduzioni
- Robert Louis Stevenson, L'isola del tesoro, Milano, Mondadori, 1932. Molte edizioni, anche: Roma, Newton Compton, 2003-2017.
- François Mauriac, Vita di Gesù, Milano, Mondadori, 1937. Molte edizioni, anche: Genova, Marietti, 1998 e Milano, BUR, 2009.

## Galleria d'immagini

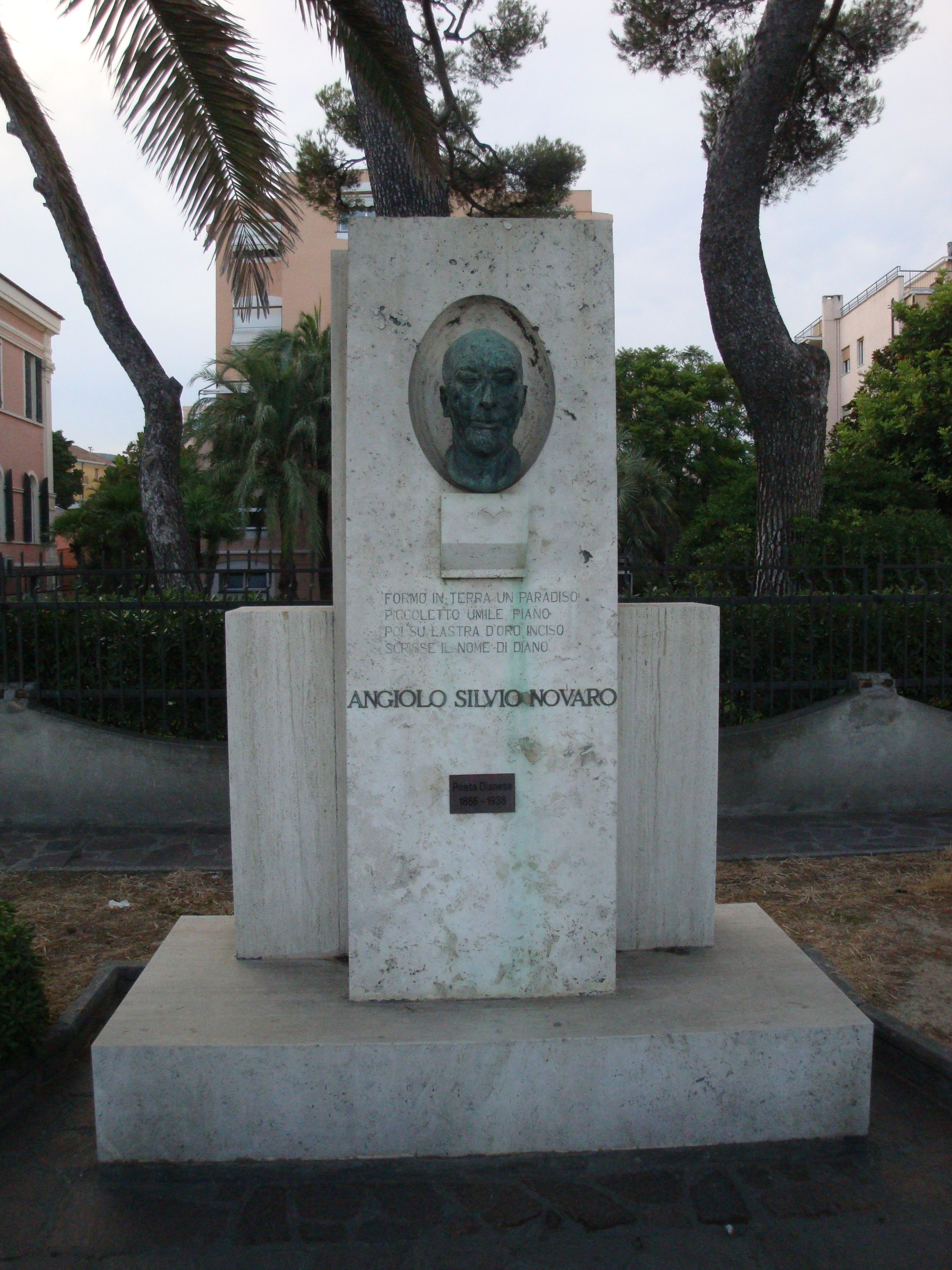
Il monumento con il busto del poeta sul lungomare di Diano Marina.
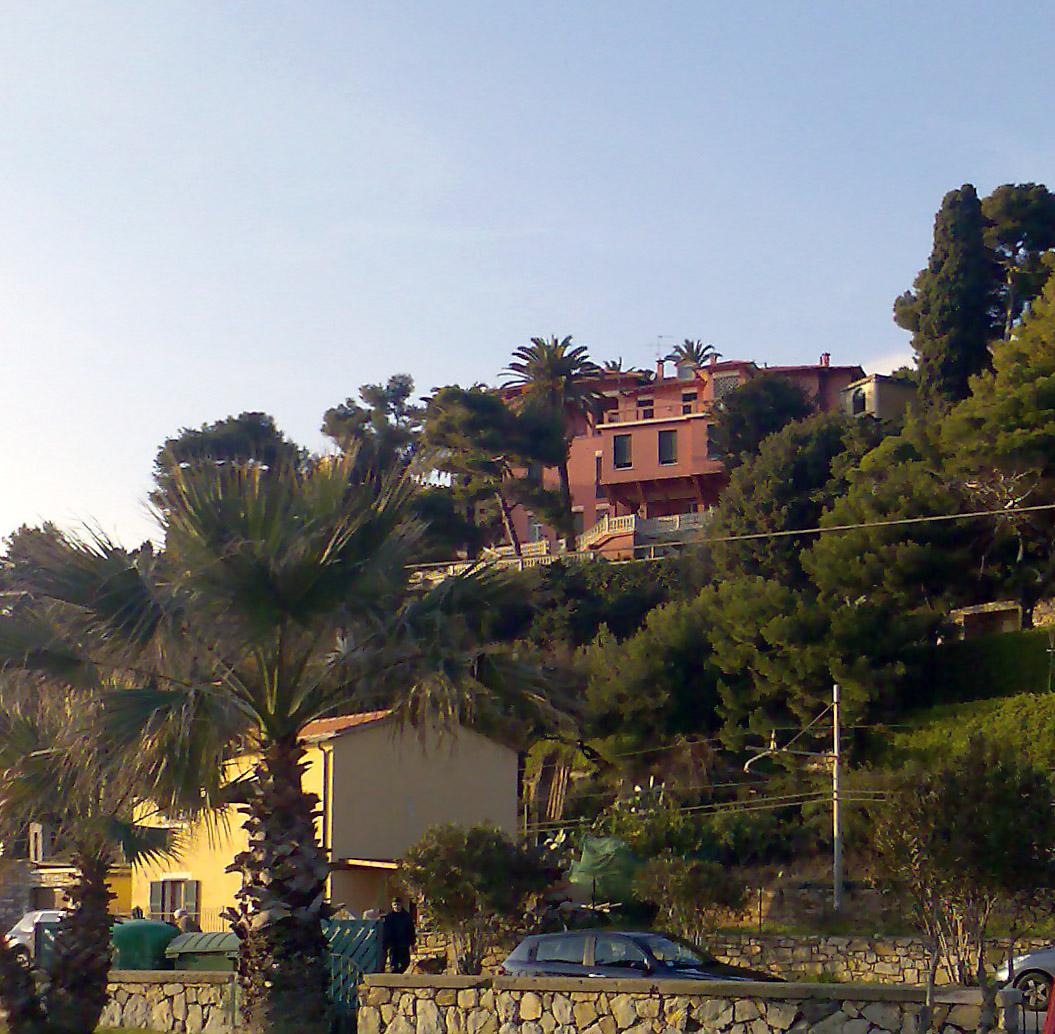
La Casa Rossa, la villa su Capo Berta dove visse il poeta.